# Economia pós-keynesiana
A Escola Pós-Keynesiana é uma vertente do pensamento econômico que, assim como a escola neokeynesiana e a nova economia keynesiana, tem origem na Teoria Geral, de John Maynard Keynes, com desenvolvimentos subsequentes influenciados, em larga medida, por Michał Kalecki, Joan Robinson, Nicholas Kaldor, Sidney Weintraub, Paul Davidson, Piero Sraffa, Jan Kregel e Marc Lavoie. Adota uma abordagem heterodoxa da economia,  ou seja, crítica à hipótese de equilíbrio de mercado.
Os economistas pós-keynesianos enfatizam a necessidade de uma política fiscal que estimule o emprego e a renda, embora suas interpretações sejam divergentes em vários pontos, dentre os quais se destacam três: 
- A importância da incerteza, do tempo histórico ou da não ergodicidade dos processos econômicos
- A ideia de que as variáveis monetárias afetam a economia real (produto, emprego) tanto no curto quanto no longo prazo
- Rejeição de modelos neoclássicos de equilíbrio geral

Segundo o historiador econômico Robert Skidelsky, autor de uma biografia, em três volumes, de John Maynard Keynes, a escola pós-keynesiana é a que permaneceu mais próxima do espírito do trabalho original de Keynes.

## Introdução
O termo "pós-keynesiano" foi usado pela primeira vez para se referir a uma escola distinta de pensamento econômico por Eichner e Kregel (1975) e pelo estabelecimento do Journal of Post Keynesian Economics, em 1978. 
Os economistas pós-keynesianos estão unidos em sustentar que a teoria de Keynes é seriamente deturpada pelas outras duas principais escolas keynesianas: a economia neo-keynesiana, que era ortodoxa nas décadas de 1950 e 1960, e a nova economia keynesiana, que juntamente com várias correntes da economia neoclássica tem sido dominante na macroeconomia mainstream desde a década de 1980. A economia pós-keynesiana pode ser vista como uma tentativa de reconstruir a teoria econômica à luz das ideias de Keynes. No entanto, mesmo nos primeiros anos, pós-keynesianos como Joan Robinson, procuraram se distanciar de Keynes, e muito do pensamento pós-keynesiano atual não pode ser encontrado em Keynes. Alguns pós-keynesianos adotaram uma visão mais progressista do que o próprio Keynes, com maior ênfase em políticas favoráveis aos trabalhadores e à redistribuição. Robinson, Paul Davidson e Hyman Minsky enfatizaram os efeitos sobre a economia das diferenças práticas entre os diferentes tipos de investimentos, em contraste com o tratamento mais abstrato de Keynes.
O fundamento teórico da economia pós-keynesiana é o princípio da demanda efetiva, que importa tanto no curto quanto no longo prazo, de modo que uma economia de mercado competitiva não tem uma tendência natural ou automática para o pleno emprego. Ao contrário do que pensam os novos economistas keynesianos que trabalham na tradição neoclássica, os pós-keynesianos não aceitam que a base teórica do fracasso do mercado em fornecer pleno emprego sejam preços ou salários rígidos. Os pós-keynesianos geralmente rejeitam o modelo IS-LM de John Hicks, que é muito influente na economia neo-keynesiana, porque argumentam que os empréstimos bancários endógenos são mais significativos do que a oferta monetária dos bancos centrais para a taxa de juros.
A contribuição da economia pós-keynesiana se estendeu além da teoria do emprego agregado para teorias de distribuição de renda, crescimento, comércio e desenvolvimento em que a demanda por dinheiro desempenha um papel fundamental, enquanto na economia neoclássica estes são determinados pelas forças da tecnologia e preferências e. No campo da teoria monetária, os economistas pós-keynesianos foram os primeiros a enfatizar que a oferta de moeda responde à demanda por crédito bancário, de modo que um banco central não pode controlar a quantidade de moeda, mas apenas administrar a taxa de juros por gestão da quantidade de reservas monetárias.
Essa visão foi amplamente incorporada à economia e à política monetária dominantes, que agora visam a taxa de juros como um instrumento, em vez de tentar controlar com precisão a quantidade de dinheiro. No campo das finanças, Hyman Minsky apresentou uma teoria da crise financeira baseada na fragilidade financeira, que recebeu atenção renovada.

## Fundamentação teórica

### Demanda efetiva
O princípio da demanda efetiva afirma que a produção se ajusta à demanda. Ou seja, tanto no curto quanto no longo prazo, a economia é impulsionada pela demanda, não por restrições à oferta. Este princípio está presente em todas as abordagens pós-keynesianas.
Fora da economia pós-keynesiana, muitos economistas também reconhecem esse princípio, especialmente no curto prazo. No longo prazo, no entanto, tanto a maioria dos economistas neo-keynesianos quanto a maioria dos economistas marxistas pressupõem que a economia é impulsionada por restrições de oferta. Nos modelos neoclássicos, assume-se que a oferta global, tanto no curto quanto no longo prazo, é totalmente inelástica e por isso a oferta é representada por uma linha vertical que é a que acaba limitando o restante os valores de equilíbrio, diferentemente do pressuposto pelos economistas pós-keynesianos.

### Tempo dinâmico
O tempo dinâmico é o tipo de tempo presente na maioria dos modelos econômicos. Por exemplo, em exercícios de estática comparativa (que encontramos nos esquemas neoclássico e neo-keynesiano) se o equilíbrio é perturbado, o estado do sistema move-se automaticamente para um novo equilíbrio sem levar em conta o processo pelo qual esse novo equilíbrio é alcançado. Por outro lado, sob a hipótese do tempo dinâmico, para processos em economia, em geral, não há equilíbrio. Além disso, as decisões de um período são marcadas pelas decisões do período anterior, por isso pode ser difícil e caro voltar atrás em uma decisão.

### Flexibilidade de preços
A flexibilidade de preços tem efeitos negativos sobre a economia, pois atua como fator desestabilizador. A flexibilidade dos salários reais reduzirá a demanda efetiva ao reduzir o poder de compra dos trabalhadores. A escola pós-keynesiana, ao contrário da escola neoclássica, considera que o efeito renda predomina sobre o efeito substituição.

### Economia de produção
Os modelos devem levar em conta que os contratos são pactuados em unidades monetárias correntes e não em unidades de produto. As famílias normalmente não possuem os ativos físicos que as empresas precisam, mas sim ativos financeiros. A maior ou menor predisposição para abrir mão de ativos menos líquidos pode causar uma crise.

### A incerteza
O conceito pós-keynesiano de incerteza é a incerteza radical. O futuro é imprevisível. Não pode nem mesmo ser conhecido probabilisticamente, pois tanto as probabilidades a serem atribuídas quanto o conjunto de estados possíveis são desconhecidos. Portanto, a única coisa que importa é a confiança de quem decide.
O conceito de incerteza radical está intimamente ligado ao de tempo dinâmico. Usando termos da física, o mundo não é ergódico. Ou seja, as previsões do futuro não podem ser feitas com base em análises estatísticas e estudos econométricos do passado.

### Pluralismo
A realidade é multiforme. Isso explica o motivo de economistas heterodoxos, que adotam uma metodologia mais realista, aceitam toda uma variedade de teorias e abordagens complementares, embora isso possa ter alguma vantagem, mas também compartilha o inconveniente de criar a impressão de uma aparente falta de coerência. Ao contrário da abordagem neoclássica, que embora artificial em alguns pontos, é considerada mais natural apenas pela uniformidade e consistência na forma como é apresentada.
Entre os economistas pós-keynesianos há claras influências de Marx, Keynes, Kalecki, Kaldor, Leontief, Sraffa, Veblen, Galbraith, Georgescu-Roegen, Myrdal, Lundberg, entre outros, além de numerosos estudos de fora da economia serem levados em conta, especialmente da história, sociologia e economia política.

### Variações
A escola pós-keynesiana é composta por um grupo de economistas ou linhas de pensamento muito heterogêneos. Assim, três tendências principais podem ser distinguidas:
- Ortodoxos: são inspirados diretamente por Keynes. Sidney Weintraub, Abba Lerner, Basil Moore e seu maior expoente, Paul Davidson. Eles enfatizam a incerteza radical, preferência de liquidez e instabilidade financeira.
- Sraffianos: são inspirados nas obras de Piero Sraffa e David Ricardo, por isso também eram conhecidos como neo-ricardianos (embora também sejam críticos de Ricardo). Eles estão interessados em questões relacionadas a preços relativos, modelos multissetoriais interdependentes, medição de capital fixo ou determinação de um padrão invariável de valor.
- Kaleckianos: inspiram-se nas obras de Michal Kalecki e, portanto, também indiretamente em Marx, mas também em Kaldor e nos institucionalistas. Eles lidam com problemas de preços microeconômicos, mas também com grandes agregados macroeconômicos.